# Якынр (озеро)
Якынр — озеро в России на востоке Верхнекетского района Томской области, в верховьях реки Орловка, притока Кети, в междуречье рек Орловка и Чурбига, в 20 километрах к северо-западу от устья реки Тогангра, притока Орловки, на левобережье среднего течения реки Сегонды. Из озера вытекает река Якынр, приток Орловки. Площадь 10,2 квадратного километра. Одно из 11 озёр Томской области, площадь которых превышает 10 квадратных километров, другими крупными озёрами являются: Мирное, Иллипех, Польто-3, Имэмтор, Большое, Дикое, Елань, Когозес, Перельто, Варгато. Озеро со всех сторон окружено грядово-мочажжиными безлесными болотами. Рядом находится озеро Малый Якынр. Особой популярностью среди населения пользуется зимняя рыбалка на озере.